# Варизела
Варизѐла (на италиански и на пиемонтски: Varisella) е село и община в Метрополен град Торино, регион Пиемонт, Северна Италия. Разположено е на 521 m надморска височина. Населението на общината е 851 души, от които 39 са чужди граждани.